# Gymnapogon melanogaster
Gymnapogon melanogaster és una espècie de peix pertanyent a la família dels apogònids.

## Descripció
- Pot arribar a fer 2,3 cm de llargària màxima.
- Cos nu amb l'estómac negre i l'intestí pàl·lid.
- Aletes pèlviques de color negre.
- 7 espines i 9 radis tous a l'aleta dorsal i 2 espines i 8 radis tous a l'anal.[5][6]

## Hàbitat
És un peix marí, associat als esculls i de clima subtropical que viu entre 0-2 m de fondària.

## Distribució geogràfica
Es troba al mar Roig.

## Observacions
És inofensiu per als humans.